# Saint-Pierre-de-Chandieu
Saint Pierre de Chandieu est une commune française, située dans le département du Rhône en région Auvergne-Rhône-Alpes.
Historiquement, Saint-Pierre fut une paroisse de la province du Dauphiné, puis devenue une commune, elle fut rattachée au département de l'Isère jusqu'au 29 décembre 1967. Depuis cette date, elle fait partie des communes dites de l'Est lyonnais du département du Rhône.

## Géographie

### Situation et description
Positionnée au sud-est du département du Rhône, en limite avec celui de l'Isère, Saint Pierre de Chandieu s'étend aujourd'hui sur 3 000 hectares, ce qui en fait la deuxième commune du département par sa superficie[réf. nécessaire].

### Communes limitrophes
| Saint-Priest, Saint-Bonnet-de-Mure |                          | Saint-Laurent-de-Mure |
| Mions Toussieu Mions               | Saint Pierre de Chandieu | Grenay (Isère)        |
| Chaponnay                          | Valencin (Isère)         | Heyrieux (Isère)      |

### Climat
Pour des articles plus généraux, voir Climat d'Auvergne-Rhône-Alpes et Climat du Rhône.
En 2010, le climat de la commune est de type climat océanique altéré, selon une étude du Centre national de la recherche scientifique s'appuyant sur une série de données couvrant la période 1971-2000. En 2020, Météo-France publie une typologie des climats de la France métropolitaine dans laquelle la commune est dans une zone de transition entre le climat semi-continental et le climat de montagne et est dans la région climatique  Bourgogne, vallée de la Saône, caractérisée par un bon ensoleillement (1 900 h/an), un été chaud (18,5 °C), un air sec au printemps et en été et des vents faibles. 
Pour la période 1971-2000, la température annuelle moyenne est de 11,7 °C, avec une amplitude thermique annuelle de 17,9 °C. Le cumul annuel moyen de précipitations est de 886 mm, avec 8,9 jours de précipitations en janvier et 6,6 jours en juillet. Pour la période 1991-2020, la température moyenne annuelle observée sur la station météorologique de Météo-France la plus proche, « Luzinay », sur la commune de Luzinay à 8 km à vol d'oiseau, est de 12,7 °C et le cumul annuel moyen de précipitations est de 928,1 mm,. Pour l'avenir, les paramètres climatiques de la commune estimés pour 2050 selon différents scénarios d'émission de gaz à effet de serre sont consultables sur un site dédié publié par Météo-France en novembre 2022.

### Voies de communication
La commune est traversée par deux axes de circulation majeure au niveau local :
- la route départementale 318 (RD318) qui relie Lyon à Heyrieux (Isère).
- la route départementale 149 (RD149) qui relie Saint Pierre de Chandieu à Saint-Symphorien-d'Ozon.

### Transports publics
La commune est desservie par les réseaux TCL et Les cars du Rhône du SYTRAL, ainsi que par le réseau Cars Région Isère de la région Auvergne-Rhône-Alpes.
Lignes TCL et Cars Région Isère :
- Direction Saint-Priest Jules Ferry depuis Rajat
- T36 Direction Parilly (Vénissieux) ou St Jean de Bournay (tarification Cars Région Isère)

Ligne Fréquence Cars du Rhône : 
- Ligne 763 Direction Chaponnay ou Heyrieux

## Urbanisme

### Typologie
Au 1er janvier 2024, Saint Pierre de Chandieu est catégorisée ceinture urbaine, selon la nouvelle grille communale de densité à sept niveaux définie par l'Insee en 2022.
Elle appartient à l'unité urbaine de Saint Pierre de Chandieu, une unité urbaine monocommunale constituant une ville isolée,. Par ailleurs la commune fait partie de l'aire d'attraction de Lyon, dont elle est une commune de la couronne,. Cette aire, qui regroupe 397 communes, est catégorisée dans les aires de 700 000 habitants ou plus (hors Paris),.

### Occupation des sols
L'occupation des sols de la commune, telle qu'elle ressort de la base de données européenne d’occupation biophysique des sols Corine Land Cover (CLC), est marquée par l'importance des territoires agricoles (73,8 % en 2018), en diminution par rapport à 1990 (78 %). La répartition détaillée en 2018 est la suivante : 
terres arables (47,9 %), prairies (14 %), zones agricoles hétérogènes (11,9 %), forêts (10,5 %), zones urbanisées (6,3 %), mines, décharges et chantiers (5,2 %), zones industrielles ou commerciales et réseaux de communication (4,2 %). L'évolution de l’occupation des sols de la commune et de ses infrastructures peut être observée sur les différentes représentations cartographiques du territoire : la carte de Cassini (XVIIIe siècle), la carte d'état-major (1820-1866) et les cartes ou photos aériennes de l'IGN pour la période actuelle (1950 à aujourd'hui).

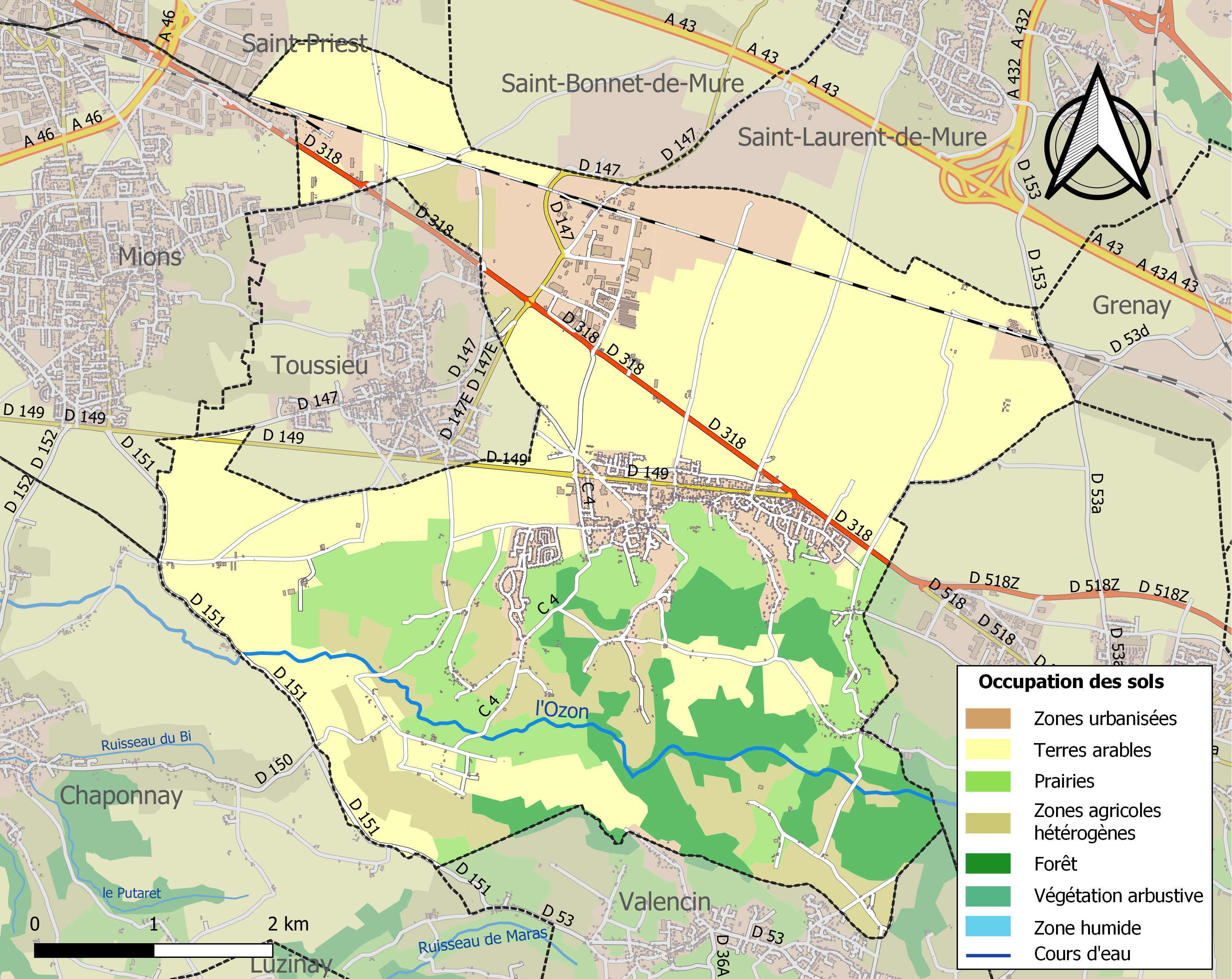
Carte des infrastructures et de l'occupation des sols de la commune en 2018 (CLC).

## Toponymie
Le nom de « Saint-Pierre » fut donné au village vers 970 à l'époque où fut fondée l'abbatiale de « Saint-Maïeul », à l'ombre d'une église rurale dédiée à saint Pierre aux Liens. Le nom de Chandieu, d'origine gallo-romaine, fut celui d'un « pagus » puis d'un « ager », d'un mandement et d'une famille qui en avait pris le nom vers l'an 1000.

## Histoire

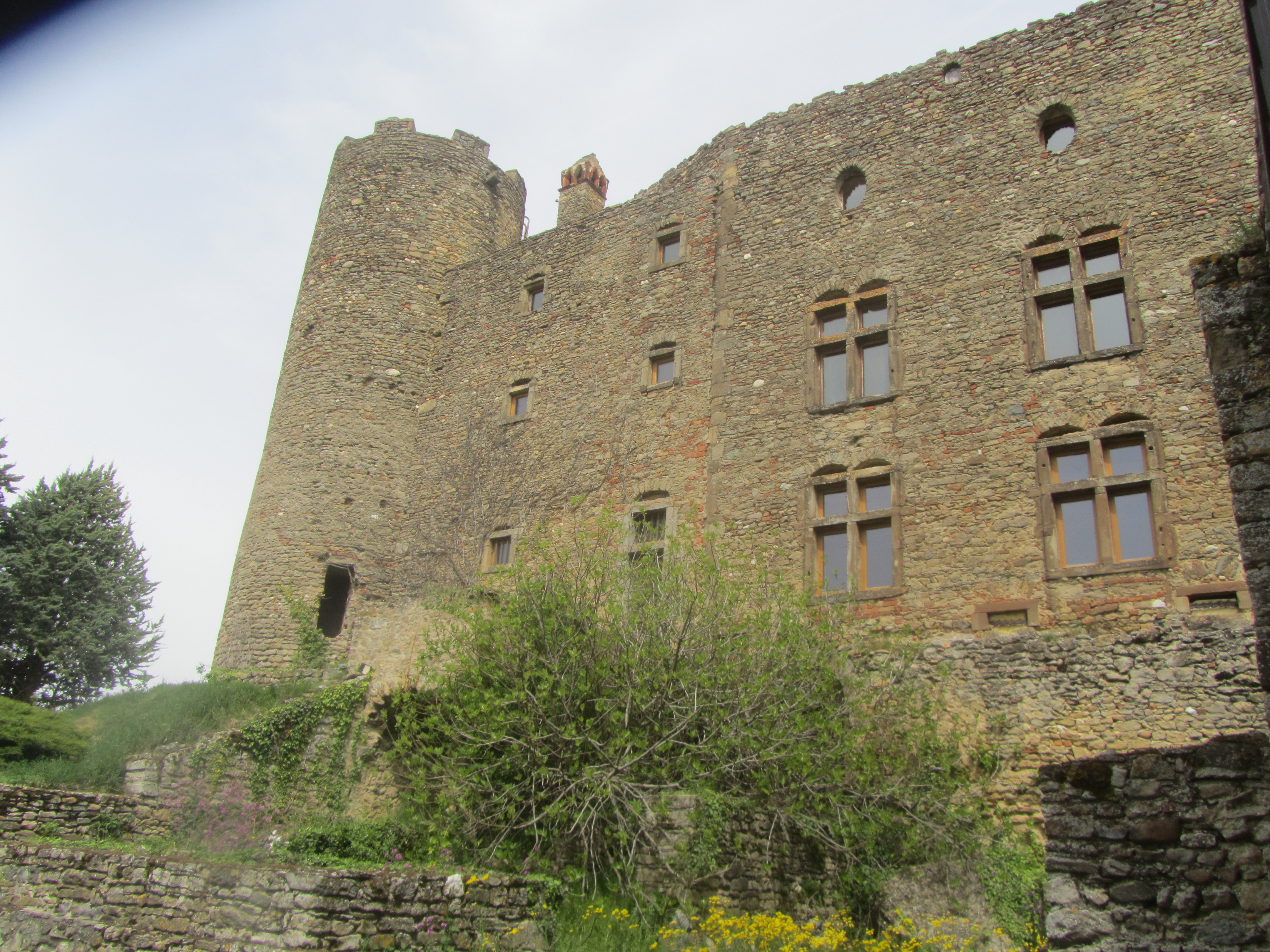
Château médiéval des seigneurs de Chandieu.

Les seigneurs de Chandieu, famille issue de l'aristocratie carolingienne du royaume de Bourgogne, jouèrent un rôle important dans l'histoire de la Savoie, du Dauphiné et même de la France. C'est cette famille qui est à l'origine de la motte castrale. En 976, ils font don au monastère de Cluny de l'église paroissiale qui deviendra prieuré, ainsi que de la chapelle castrale proche de la motte.
En 1058, il est fait mention de « cella in castro candiaco ».
Le village de Saint Pierre de Chandieu comprenait en fait deux paroisses puisque, à côté de celle de Saint Pierre de Chandieu proprement dite, existait celle de Saint-Thomas-de-Chandieu équivalant approximativement à l'actuel hameau de Chandieu.
Au cours de la Révolution française, la commune porta provisoirement le nom de Chandieu-la-Montagne.
Dépendant à l'origine du département de l'Isère et du canton d'Heyrieux, la commune de Saint Pierre de Chandieu est transférée dans le département du Rhône par la loi no 67-1205 du 29 décembre 1967.
Au sein de ce département, elle rejoint alors le canton de Saint-Symphorien-d'Ozon, transféré dans les mêmes conditions, mais dont elle ne relevait pas dans le département de l'Isère.
En 1983, la mairie signe un tract Gel de l'impôt pour le gel de l'armement nucléaire qui incite à refuser le paiement du troisième tiers provisionnel. Les autres signataires sont Les Verts Parti Écologiste, l'Association internationale du Livre de la Paix, Pax Christi, Courant alternatif, la Ligue des droits de l'Homme, Alfred Ancel, ancien évêque auxiliaire de Lyon et l'Association pour le respect absolu de la personne humaine.

## Politique et administration
Depuis les élections cantonales de 2015, la commune est rattachée au nouveau canton de Genas.

### Listes de maires
| Période                                  | Période   | Identité        | Étiquette | Qualité                                                |
| ---------------------------------------- | --------- | --------------- | --------- | ------------------------------------------------------ |
| mars 1971                                | mars 1989 | Camille Floret  |           |                                                        |
| mars 1989                                | juin 1995 | Jean-Luc Durand |           |                                                        |
| juin 1995                                | mars 2008 | Roger Vayssière | DVD       |                                                        |
| mars 2008                                | En cours  | Raphaël Ibanez  | DVD       | Ingénieur 5e vice-président de la CC de l'Est lyonnais |
| Les données manquantes sont à compléter. |           |                 |           |                                                        |

## Population et société

### Démographie
St-Pierre-de Chandieu qui comptait environ 900 habitants au moment de la Révolution connut une relative prospérité au XIXe siècle atteignant 1461 habitants au recensement de 1846.
Considérablement marqué par la Première Guerre mondiale, qui coûta la vie à une cinquantaine de ses jeunes habitants, St-Pierre-de-Chandieu ne comptait plus en 1926 que 974 habitants. Depuis, St-Pierre-de-Chandieu s'est développé grâce à la réalisation de nouveaux lotissements.
Le village compte aujourd'hui environ 4 200 habitants. Il possède une zone industrielle comportant de nombreuses et performantes entreprises qui ont permis une progression considérable du produit des taxes professionnelles au cours de ces dernières années.
L'évolution du nombre d'habitants est connue à travers les recensements de la population effectués dans la commune depuis 1793. Pour les communes de moins de 10 000 habitants, une enquête de recensement portant sur toute la population est réalisée tous les cinq ans, les populations de référence des années intermédiaires étant quant à elles estimées par interpolation ou extrapolation. Pour la commune, le premier recensement exhaustif entrant dans le cadre du nouveau dispositif a été réalisé en 2005.

En 2022, la commune comptait 4 588 habitants, en évolution de +1,48 % par rapport à 2016 (Rhône : +3,93 %, France hors Mayotte : +2,11 %).
| 1793  | 1800  | 1806  | 1821  | 1831  | 1836  | 1841  | 1846  | 1851  |
| ----- | ----- | ----- | ----- | ----- | ----- | ----- | ----- | ----- |
| 1 125 | 1 251 | 1 213 | 1 277 | 1 303 | 1 459 | 1 468 | 1 461 | 1 426 |

| 1856  | 1861  | 1866  | 1872  | 1876  | 1881  | 1886  | 1891  | 1896  |
| ----- | ----- | ----- | ----- | ----- | ----- | ----- | ----- | ----- |
| 1 348 | 1 372 | 1 342 | 1 257 | 1 171 | 1 170 | 1 223 | 1 207 | 1 184 |

| 1901  | 1906  | 1911  | 1921 | 1926 | 1931  | 1936  | 1946  | 1954  |
| ----- | ----- | ----- | ---- | ---- | ----- | ----- | ----- | ----- |
| 1 116 | 1 123 | 1 069 | 984  | 974  | 1 022 | 1 008 | 1 029 | 1 050 |

| 1962  | 1968  | 1975  | 1982  | 1990  | 1999  | 2005  | 2006  | 2010  |
| ----- | ----- | ----- | ----- | ----- | ----- | ----- | ----- | ----- |
| 1 080 | 1 431 | 2 314 | 2 658 | 3 523 | 4 133 | 4 377 | 4 345 | 4 547 |

| 2015  | 2020  | 2022  | - | - | - | - | - | - |
| ----- | ----- | ----- | - | - | - | - | - | - |
| 4 546 | 4 616 | 4 588 | - | - | - | - | - | - |

### Enseignement
La commune est rattachée à l'académie de Lyon.

## Culture et patrimoine

### Lieux et monuments
- Le château de Rajat :

cette construction est située aux limites du territoire communal, partagé entre la commune de Saint Pierre de Chandieu qui héberge la plus grande partie de l'édifice et du domaine et la commune d'Heyrieux, située dans l'Isère.
- La chapelle Saint-Thomas à Chandieu :

entourée de son cimetière, construite en 1654, elle a remplacé la chapelle Saint-Clair située dans l'enceinte d'un ancien château et qui a sans doute été ruinée pendant les guerres de Religion au XVIe siècle. C'est François de Laigue, seigneur de Chandieu, qui obtint l'autorisation de l'Église de faire construire cette nouvelle chapelle.
- La statue du Christ devant le cimetière.
- Le château de Chandieu, château du Moyen Âge avec un donjon et des remparts présente des restes du XIVe siècle.

Quelques photos de monuments de Saint Pierre de Chandieu
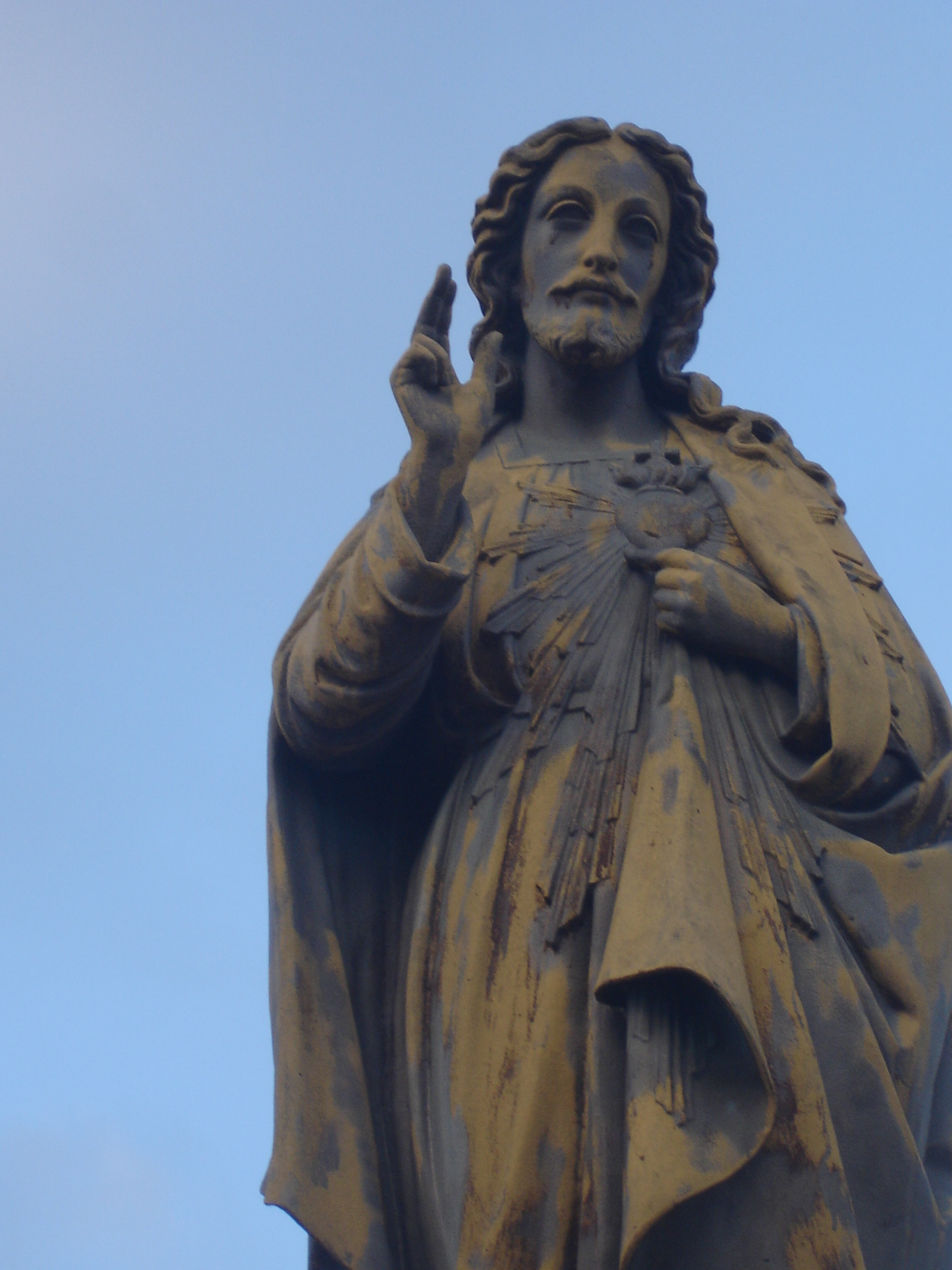
Statue du Christ.
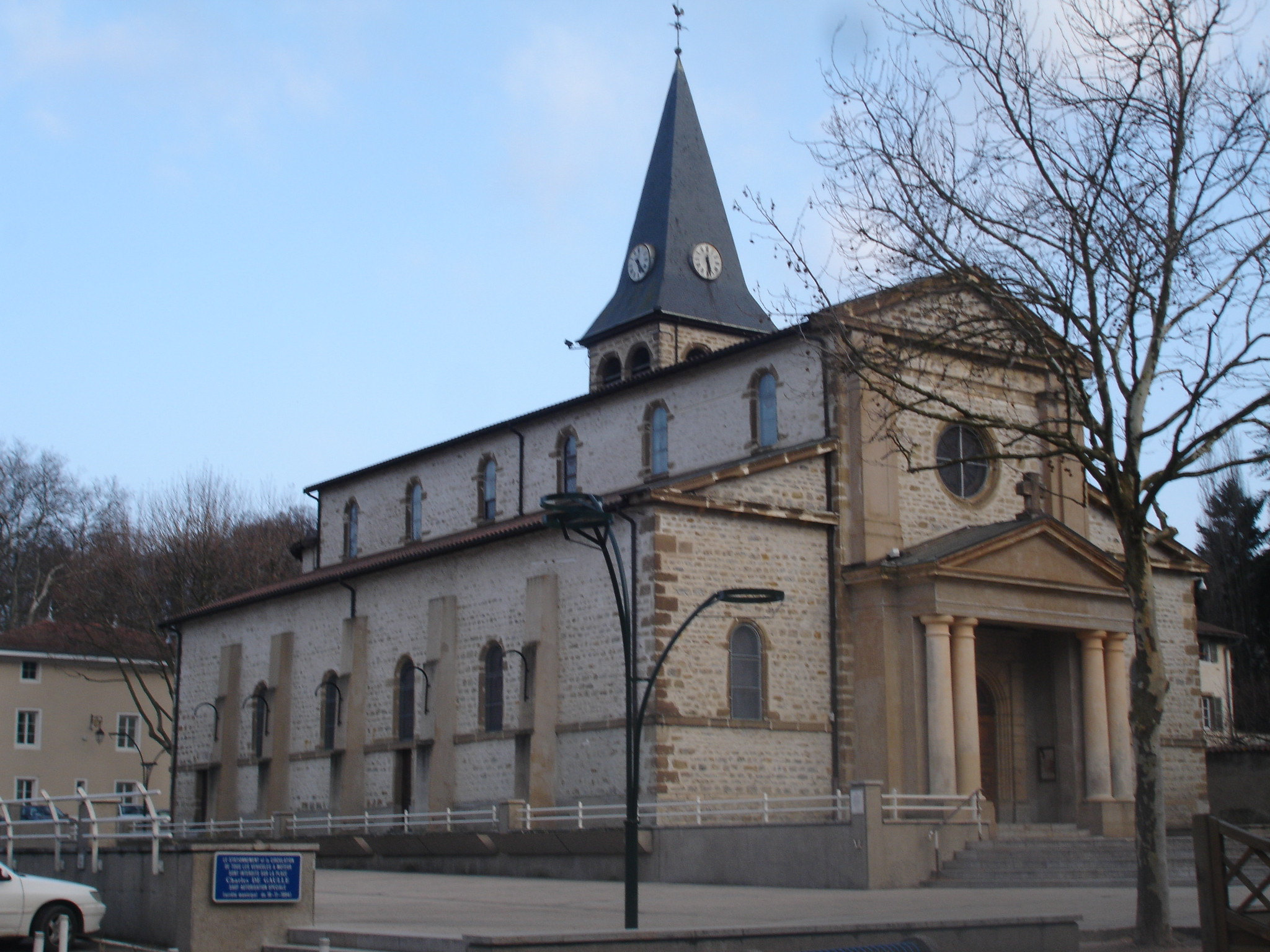
L'église.
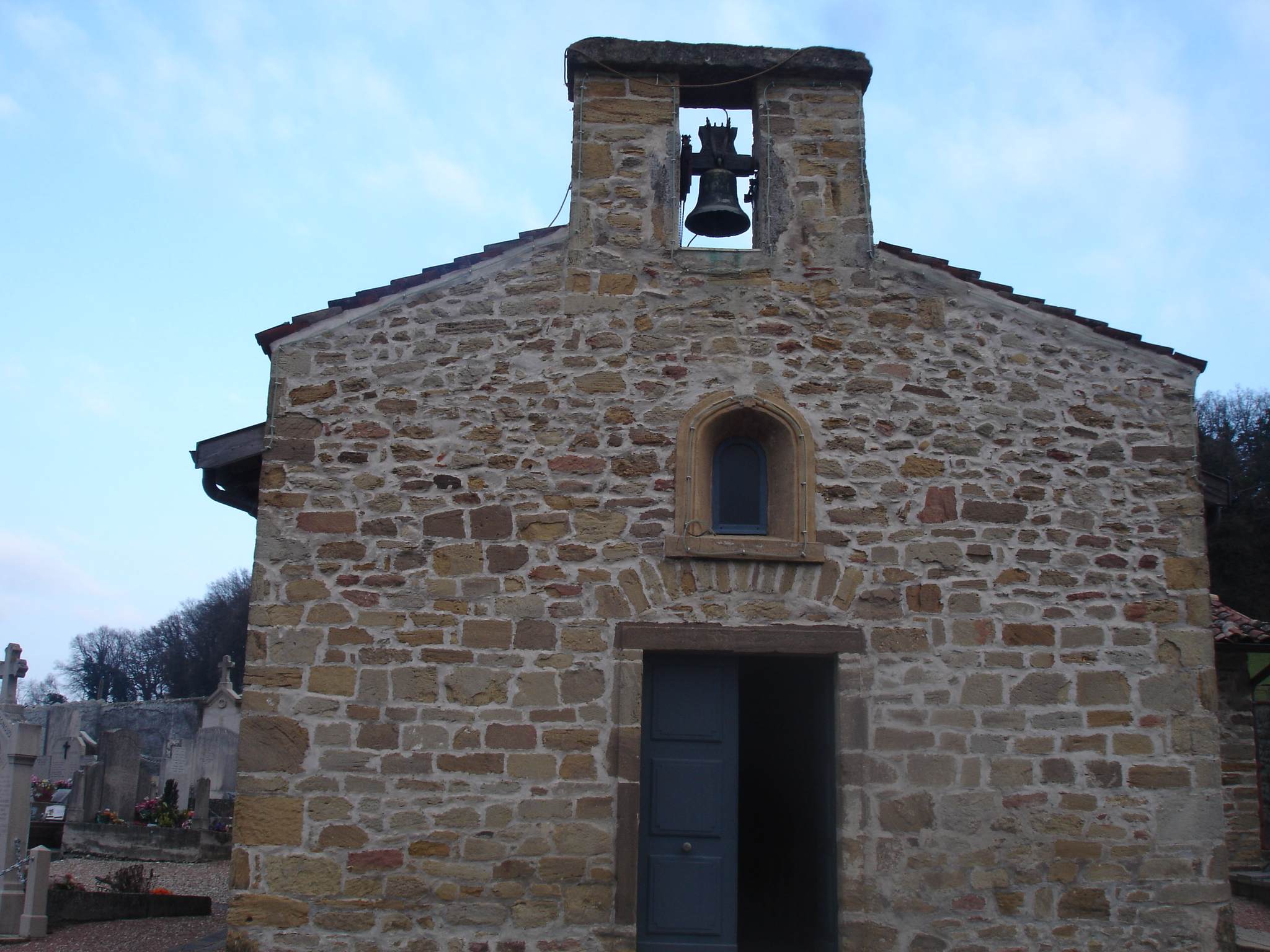
La chapelle Saint-Thomas.
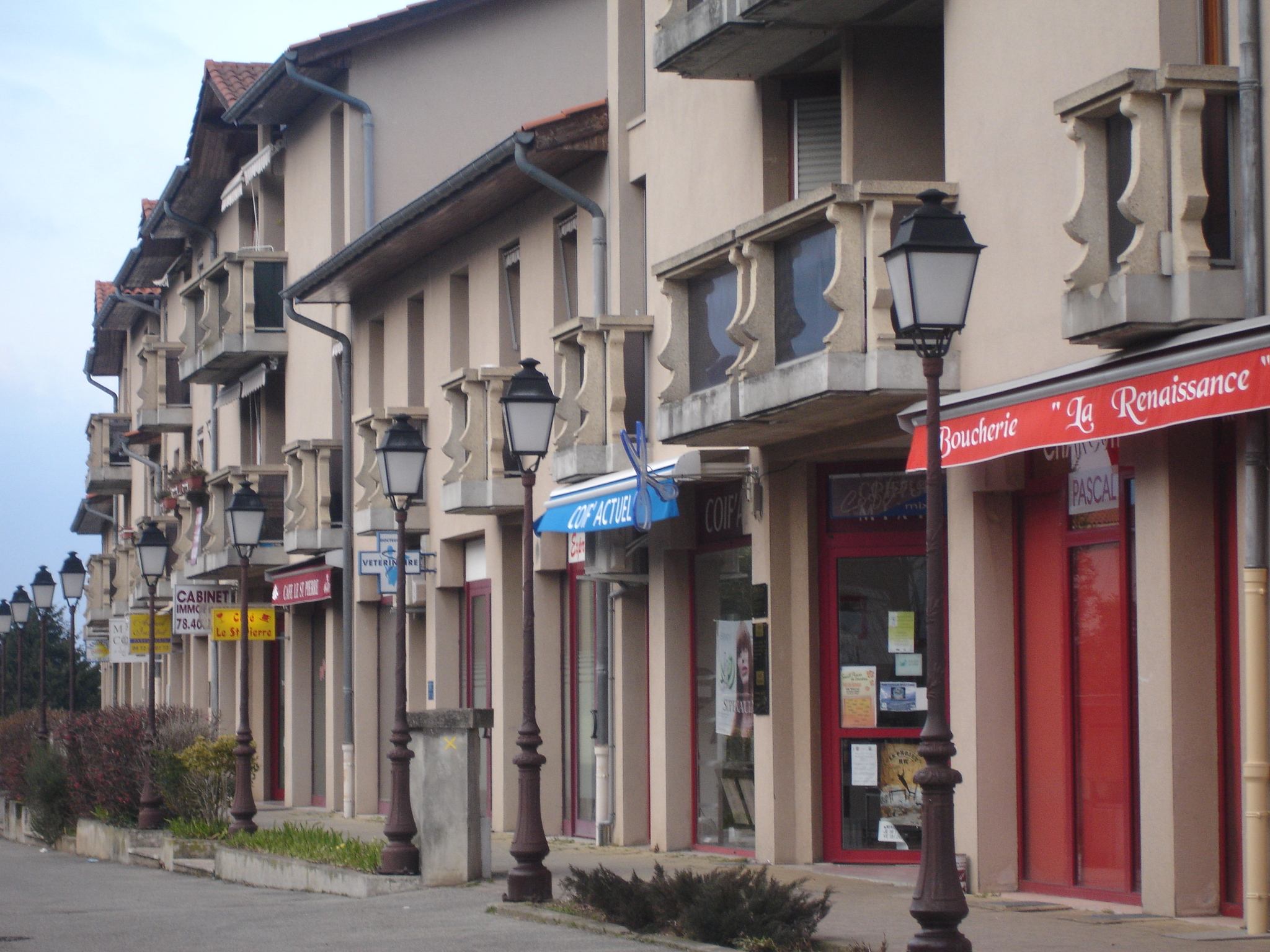
Le clos du centre.
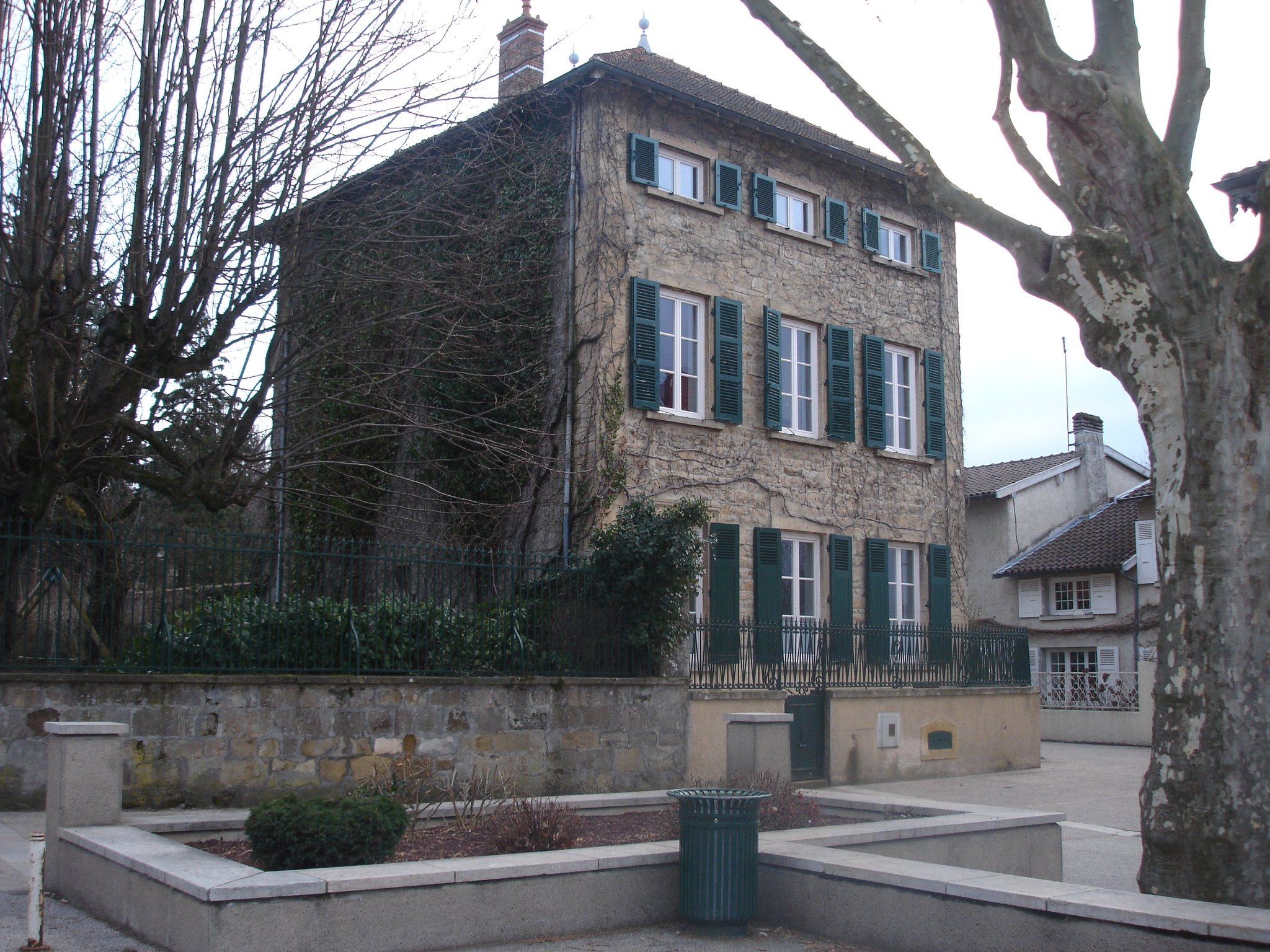
Le prieuré.
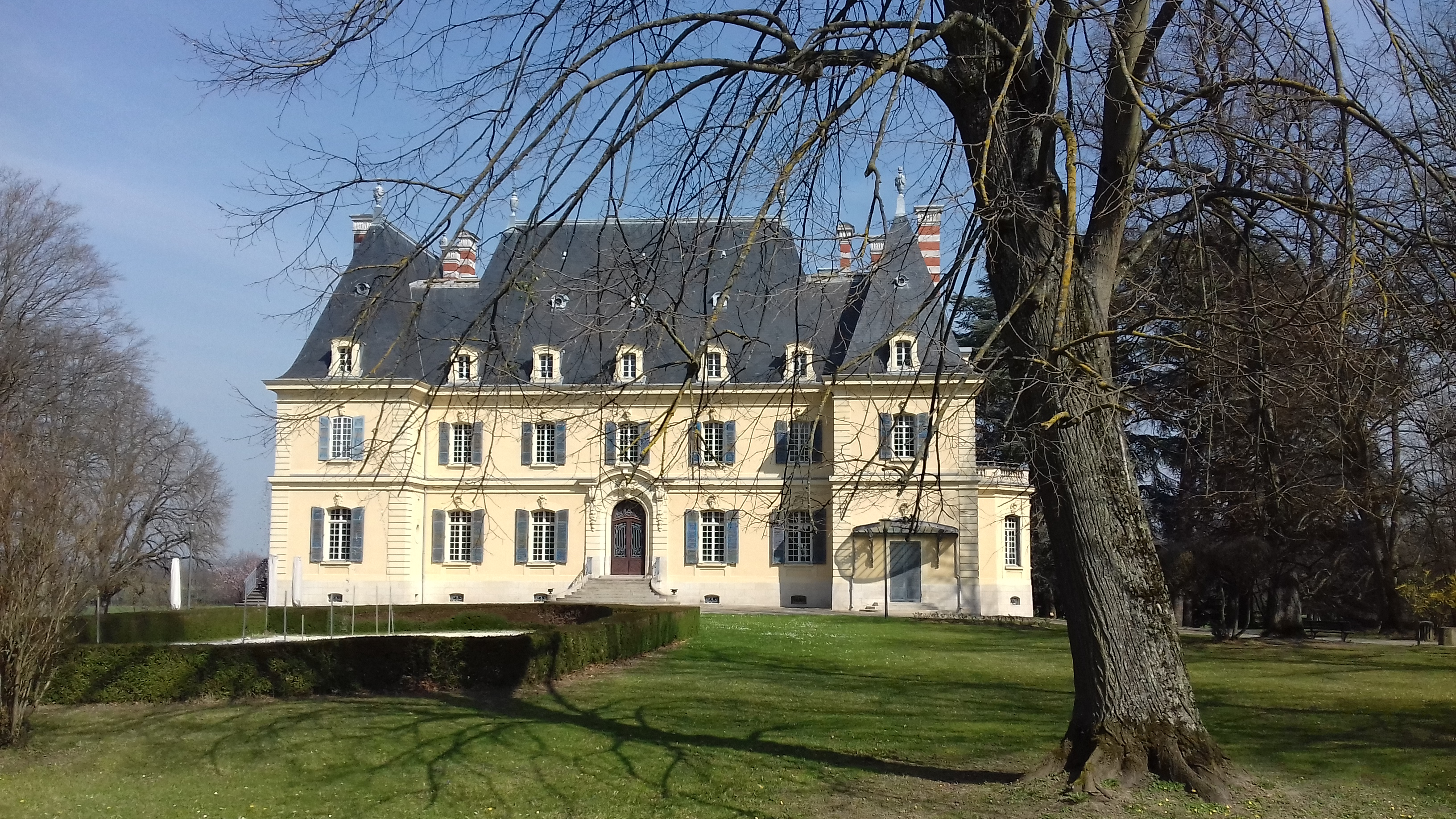
Château de Rajat.

### Personnalités liées à la commune
- Daniel Boulud, célèbre chef cuisinier de New York né à Saint Pierre de Chandieu en 1955.
- Membres éminents de la famille de Chandieu :
  - Alix de Chandieu, née le 3 mars 979 au château de Chandieu. Cette savante et belle fille fut célébrée pour « sa beauté, son esprit et sa vertu » par les poètes de la cour de Charles II, roi de Naples[14].
  - Louis de Chandieu, aide de camp du chevalier Bayard, devint le Grand Prévot de France, c'est-à-dire le chef de la Juridiction du Châtelain[14].
  - Antoine de Chandieu, ministre et théologien protestant, fut un proche du roi Henri IV et un écrivain très connu au XVIe siècle[14].

### Héraldique
| Armes | Les armes de Saint-Pierre-de-Chandieu se blasonnent ainsi : De gueules au lion d'or. |

### Traditions et folklore

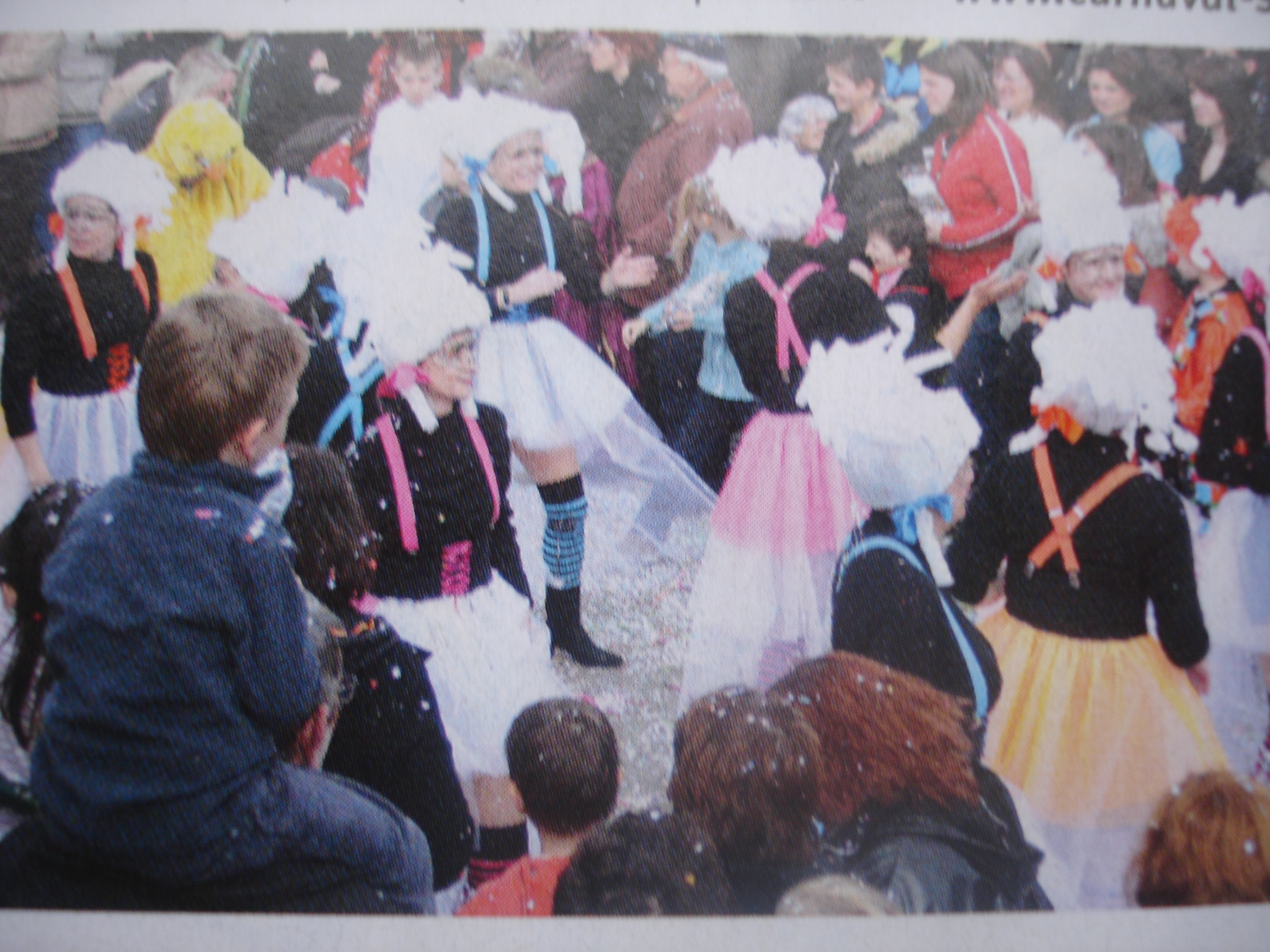
Carnaval 2010.

- Le carnaval des Gones et des Magnauds

Il est précédé de l'élection de la reine du Carnaval et de ses dauphines qui défilent sur un char spécial. Il est aussi accompagné de nombreuses attractions et manèges. C'est l'occasion d'une grande fête qui se termine comme dans tout village gaulois par un grand repas champêtre et un grand bal.
Il comprend la parade des lumières défilé et musique, le carnaval des enfants avec chars, costumes et déguisements et le grand défilé du dimanche avec le grand défilé dans toute la commune, le corso du carnaval « des gones et des Magnauds » et pour clore le carnaval l'embrasement du Paillassou au stade.